# Караша (Казахстан)
Караша́ (каз. Қараша) — село у складі Жилиойського району Атирауської області Казахстану. Входить до складу Жемського сільського округу.
Населення — 28 осіб (2021; 146 у 2009, 179 у 1999, 340 у 1989).